# 激闘スタジアム!!
『激闘スタジアム!!』（げきとうスタジアム）は、テクモ（現コーエーテクモゲームス）が1989年12月15日に発売したファミコン用野球ゲームソフト。
翌年の1990年6月には北米で『Bad News Baseball』（バッド・ニュース・ベースボール）のタイトルで発売された。

## 概要
同年に発売された『激闘プロレス!! 闘魂伝説』に続くテクモの「激闘」を冠するスポーツゲームの第2弾。操作体系は先行作品であるナムコの『プロ野球ファミリースタジアム』（1986年）やタイトーの『究極ハリキリスタジアム』（1988年）とほぼ同じであるが、Bボタンを押しながらカーソルを入れることでジャンプやダイビングキャッチなどのファインプレーが可能であったり、捕手・一塁手・二塁手・三塁手・遊撃手・外野手のポジション別守備力や送球時の肩の強さを選手別に導入した所が先駆的なポイントとして挙げられる。

## ゲーム内容

### ゲームモード
- 1P ト〜ナメント - ファミスタと同様の総当たり制で他の11球団と対戦し、優勝を目指す。
  - パスワ〜ド - トーナメントモードのパスワードコンティニュー。
- 2P たいせん - 2人対戦。
- ALLSTARS - 1P対コンピュータまたは1P対2Pのオールスター。リーグ分けは後述の球団を参照。
- かんせん - コンピュータ同士の対戦を観戦するモード。

## 球団
通常プレイ時の表モードと後述する裏技で登場する裏モードに各12球団、合計24球団が登場する。表モードのチームと裏モードのチームを対戦させることは出来ない。

### 表モード
カッコ内はモデルとなった球団（名称は発売当時のもの）。

#### せるりあんり〜ぐ
セントラル・リーグに相当。
- D：どっぐす（中日ドラゴンズ）
- G：ぎがんつ（読売ジャイアンツ）
- C：きゃっつ（広島東洋カープ）
- W：ういんぐす（横浜大洋ホエールズ）
- S：すかいや〜ず（ヤクルトスワローズ）
- T：とる〜ぱ〜ず（阪神タイガース）

#### ぱ〜ぷるり〜ぐ
パシフィック・リーグに相当。
- L：らいな〜ず（西武ライオンズ）
- Bu：ばんぱ〜ず（近鉄バファローズ）
- F：ふぃ〜ば〜ず（日本ハムファイターズ）
- B：ぶる〜ざ〜す（オリックス・ブレーブス）
- H：ほ〜ま〜ず（福岡ダイエーホークス）
- O：お〜びっつ（ロッテオリオンズ）

### 裏モード
1P用コントローラの十字キーを左下、2P用コントローラの十字キーを左上に入れたままリセットを押すと、通常はボールの形をしたカーソルがハートマークに変わり、裏モードがプレイ可能になる。裏モードでは選手が全員、ソフトボール風のユニフォームを来た女性選手になりチーム及び選手のデータも表モードから一新される。

#### こ〜ひ〜ぜり〜り〜ぐ
- D：どるふぃんず
- G：ぐらまぁ〜ず
- C：きゃんでぃす
- W：ういんくす - 一部有名人を含む外国人女性の名前で構成されているチーム。
- S：せ〜ら〜ず
- T：てくもきゃらず - テクモキャラクターのオールスターチーム。『キャプテン翼』や『つっぱり大相撲』からの登場が多く、選手の大半は男性名である。

#### ぷりんり〜ぐ
- L：らぶり〜ず - 全ての選手名が平仮名2文字で統一されている。
- Bu：ばにぃず
- F：ふぇあり〜ず
- B：べぃびぃず
- H：ひろいんず
- O：おたっきぃず - アニメのヒロインらしき名前の選手で固められたチーム[2]。

## スタッフ
- プログラム：FAW、KENNY DUCK、HAJIMESAN、TAKECHIYO
- アート・ワーク：PARCO、D.H.MAX、NAGA (M.AKAMA)、NAMA
- 音楽：山岸継司、MAYU（おかむらまゆこ）、MIYA（宮代杉人）
- スペシャル・サンクス：NIWAKAMARU、YACHIYO、RAN、BUG CHECK TEAM
- ディレクター：NAGA (M.AKAMA)、MINATO

## 評価
ゲーム誌『ファミコン通信」の「クロスレビュー」では、合計25点（満40点）、『ファミリーコンピュータMagazine』の読者投票による「ゲーム通信簿」での評価は以下の通りとなっており、18.60（満30点）となっている。同誌1991年5月10日号特別付録の「ファミコンロムカセット オールカタログ」では、「何といってもこのゲームはホームランですよ。あの爽快感がたまらない」、「プレイ中に現れるアニメやグラフィックが一層試合を盛り上げてくれる」と紹介されている。
| 項目 | キャラクタ | 音楽 | 操作性 | 熱中度 | お買得度 | オリジナリティ | 総合  |
| 得点 | 3.22       | 2.99 | 3.24   | 3.17   | 3.09     | 2.89           | 18.60 |